# Управляемый ускорителем подкритический реактор
Управляемый ускорителем подкритический реактор — это реактор, в конструкцию которого входит активная подкритическая зона ядерного реактора и высокоэнергетический ускоритель протонов или электронов. Такой ядерный реактор использует торий как топливо.
Нейтроны, необходимые для поддержания процесса деления в реакторе данного типа, поступают из ускорителя частиц, который производит нейтроны путем расщепления или производства фотонейтронов. Эти нейтроны активируют торий, что позволяет добиться расщепления без необходимости делать реактор критическим. Одним из преимуществ таких реакторов является относительно короткий период полураспада отходов. Для ускорителей протонов протонный луч высокой энергии влияет на расплавленную свинцовую мишень внутри активной зоны, откалывая или «вырывая» нейтроны из ядер свинца. Эти нейтроны превращают способный к делению торий сначала в торий-233.  Торий-233 через 22,3 минуты испытывает β−-распад и превращается в протактиний-233. Протактиний-233. через 27 дней тоже испытывает β−-распад и превращается в уран-233. Уран-233 запускает реакцию деления. 
Ториевые реакторы могут производить энергию из отходов плутония, оставшегося после урановых реакторов. Торий не требует значительной очистки в отличие от урана и имеет больший выход нейтронов на одно поглощение.

## Разработки ускорителя
EMMA — новый тип ускорителя частиц, который может поддерживать управляемый ускорителем ядерный реактор. Прототип был построен в лаборатории Дарсбери в Чешире, Великобритания. Уникальность EMMA в том, что это новый гибрид циклотрона и синхротрона, сочетающий их преимущества в компактной, экономичной форме. EMMA — это не масштабированный ускоритель с переменным градиентом с фиксированным полем (англ. FFAG). Прототип ускоряет электроны от 10 до 20 МэВ, используя имеющийся ускоритель ALICE в качестве инжектора. Прототип ускоряет электроны вместо протонов, но генераторы протонов могут быть построены по тем же принципам.

## Безопасность
В отличие от урана-235, торий-232 не делится — он, по сути, не расщепляется сам, демонстрируя период полураспада 14,05 миллиарда лет (в 20 раз больше, чем у урана-235). Процесс деления прекращается, когда останавливается протонный луч, например, при потере питания, поскольку реактор подкритичен. Производится микроскопическое количество плутония, который затем сжигается в этом же реакторе.

## Дизайн Руббиа
Норвежская группа Aker Solutions получила патент США на «Усилитель энергии для производства ядерной энергии с управлением ускорителем пучка частиц» (US patent 5774514). Проектом руководит лауреат Нобелевской премии физик Карло Руббиа, который работает над ториевым реактором. Компания предлагает сеть небольших, расположенных под землёй, реакторов мощностью 600 мегаватт, которые могут снабжать небольшие электрические сети и не требуют огромного объекта для безопасности. Стоимость первого реактора оценивается в 2 миллиарда фунтов стерлингов.
Ричард Гарвин и Жорж Шарпак подробно описывают усилитель энергии в своей книге «Мегаватты и мегатонны: поворотный момент в ядерную эпоху?» (2001) на страницах 153—163.
Ранее общая концепция усилителя энергии, а именно подкритического реактора с ускорителем была описана в книге «Вторая ядерная эра» (1985) Элвина М. Вайнберга и других.